# Bildungsgeschichte der Sowjetunion
Die Bildung in der Sowjetunion stand unter dem Einfluss der bolschewistischen Ideologie sowie der verschiedenen Herrscher im Sowjetsystem und musste den Herausforderungen an ein Bildungssystem nach der Industrialisierung des großen Reiches genügen. Den Beginn markierte die Russische Oktoberrevolution 1917, obwohl die UdSSR formal erst 1922 gegründet wurde. Ihrem Bildungssystem ging das bildungsarme zaristische Russland voraus. Mit der Auflösung der Sowjetunion 1991 nahmen die Bildungssysteme der einzelnen Republiken eigene Wege, so die Bildung in Russland, die Bildung in Litauen, die Bildung in Lettland.

## Schul- und Hochschulformen
Das sowjetische Bildungssystem kannte in seiner Geschichte bei vielen Besonderheiten folgende Schulformen:
- Vorschulen (führten bereits zum Lesen und Schreiben, daher Schulbeginn meist mit 7 Jahren)
- Grundschulen (начальная школа) waren vier-, später dreiklassig. Die vierte Klasse galt bei der Fortsetzung als übersprungen, so dass es mit der 5. Klasse weiterging.
- Unvollständige Sekundarschulen (неполное среднее образование) waren sieben-, später achtklassig (gerechnet ab dem 1. Schuljahr, Pflichtschule seit 1963, endgültig erst 1981).
- Vollständige Sekundarschulen oder Mittelschulen (сре́днее образова́ние) waren zehnklassig (in baltischen Staaten elfklassig). Die beiden letzten Jahre vor der Hochschulzugangsberechtigung wurden teilweise als Oberstufe bezeichnet. Der Abschluss ließ sich auch in der beruflichen Bildung erlangen.
- PTU (Professionell-technische Berufsschule, профессиона́льно-техни́ческое учи́лище), Technikum und einige militärische Schulen bildeten ein System sog. Spezial-Sekundarschulen (среднее специальное), deren Abschluss für Facharbeiter, Techniker und Verwaltungsangestellte notwendig war. Auch militärische Schulen wie die Suworow-Militärschule gab es.
- Hochschulen (высшее учи́лище / высшая школа) waren Universitäten, Institute (meist technische Spezialhochschulen) und Militärschulen. Die Universitäten standen an der Spitze, etwa die Lomonossow-Universität Moskau oder die Universität Leningrad. Die größten Institute bildeten medizinisches Personal, Lehrkräfte oder Ingenieure aus. Für sie gab es die Abkürzung VUS (ВУЗ – Вы́сшее уче́бное заведе́ние). Für den Zugang war ein Mittelschulabschluss oder der einer Spezial-Sekundarschule notwendig. Zahlreiche Militär- oder Milizschulen hatten ebenso das Hochschulniveau, hinzu kamen noch besondere Schulen der KPdSU und des KGB.

Es hat Jahrzehnte bis in die 1980er Jahre gedauert, die zehnjährige Schulpflicht effektiv durchzusetzen. Die Hochschulen führten Aufnahmeprüfungen durch.

## Von 1920 bis 1953

### Frühsowjetische Bildungspolitik
Das Volkskommissariat für Bildung der RSFSR bestand seit Beginn der bolschewistischen Regierung 1917. Am 26. Juni 1918 (13. Juni) wurde mit Lenins Unterschrift vom Rat der Volkskommissare „Das Dekret über die Organisation der Volksbildung in der Russischen Republik“ erlassen, das die Aufgaben der Staatlichen Kommission für Bildung detaillierter festgelegt hat. Die Kommission hatte die Aufgabe, die Angelegenheiten der Volksbildung zu leiten und die allgemeinen Prinzipien der Volksbildung festzulegen, staatliche Bildungspläne zu erlassen und andere prinzipielle Fragen zu klären. Zu Beginn stand die Zerschlagung der pädagogischen Institutionen des alten Zarenreiches (Abschaffung des Religionsunterrichts, der Zensuren und der elitären Gymnasien, obligatorische Koedukation), die eine neue Schule ersetzen sollte: die Einheits-Arbeitsschule. Gedacht war an ein dreistufiges Einheitssystem. Lenins Ehefrau Nadeschda Krupskaja war zuständig für Schulbildung und favorisierte mit dessen Unterstützung die polytechnische Bildung.
Die wichtigsten Forderungen des kommunistischen Parteiprogramms der KPR (B) von 1919 lauteten:
1. Allgemeine und polytechnische Bildung sowie Verbindung von Unterricht und Produktionsarbeit für alle Kinder und Jugendlichen bis zum 17. Lebensjahr;
2. Schaffung eines breiten Netzes von Vorschuleinrichtungen zum Zwecke der Verbesserung der gesellschaftlichen Erziehung und der Emanzipation der Frau;
3. Ausbau der beruflichen Ausbildung und Errichtung zahlreicher außerschulischer Bildungseinrichtungen für Erwachsene,
4. Eröffnung eines breiten Zugangs zu den Hochschulen, besonders für die Arbeiter.[2]

Der Ideengeber der Arbeitsschule und Polytechnik war der Schulreformer Pawel P. Blonski mit seinem Buch Die Arbeitsschule (1919). In der Praxis lief das Arbeitsschulprinzip einfach auf Handarbeit und „gesellschaftlich-nützliche“ Arbeit hinaus. Auf die Kluft zwischen Anspruch und Realität folgte die Neue Ökonomische Politik (NEP) im Frühjahr 1921 mit einer Konsolidierung der Schulpolitik bis 1927. Im Jahr 1923 wurden neue Schulformen und Lehrpläne eingeführt. Es gab nun die Vier-Jahre-, Sieben-Jahre- und Neun-Jahre-Schulen. Wer die Sieben-Jahre-Schule absolvierte, konnte ein Technikum besuchen, nur mit der Neun-Jahre-Schule ohne Umwege eine Hochschule. Statt Fächern gab es nun „komplexe Themen“, die fachübergreifend und lebensnah unterrichtet werden sollten. Das wurde schon ein Jahr später als gescheitert abgeschafft.
Das größte Problem war der umfassende Analphabetismus in der Bevölkerung. 1927 war die allgemeine Grundschulpflicht noch fast ebenso weit entfernt wie vor der Oktoberrevolution: Die Gruppe der 8–11-jährigen Kinder wurde lediglich zu etwa 50 % beschult, nur knapp ein Drittel dieser Grundschulen entsprach dem vierklassigen Normaltypus, und besonders auf dem Lande gingen Mädchen seltener und kürzer zur Schule als Jungen. Ein Gesetz zur Einführung der allgemeinen Schulpflicht wurde erst im Jahre 1930 erlassen. Das andere große Problem war die nach dem Weltkrieg und Bürgerkrieg gewaltige Jugendverwahrlosung, auf die der später maßgebliche Pädagoge Anton Makarenko einging.
Ein Dekret vom 2. September 1921 richtete in den Hochschulen eine kollektive Verwaltung von drei bis fünf Personen ein, ein Rektor sowie Vertreter je für das Lehrpersonal und die Studenten. Diese sollte in erster Linie der Entmachtung der nichtkommunistischen Professoren dienen, 1921 und 1922 verließen zahlreiche russische Gelehrte die Sowjetunion. Unter Stalin wurde 1932 das Mitbestimmungsrecht der Studenten ganz beseitigt und die „Ein-Mann-Leitung“ konsequent verwirklicht. In den 1920er Jahren wurde das Hochschulsystem entsprechend dem föderalistischen Staatsaufbau der Sowjetunion dezentralisiert. Es entstanden kleine, fachlich eng spezialisierte Hochschuleinheiten, die an einzelne Wirtschaftsbranchen oder Großbetriebe angebunden waren. In dieser Weise wurde gesichert, dass den Betrieben immer genügend Arbeitskräfte zur Verfügung stehen. Die Kompetenzen für das Bildungswesen lagen bei den Volksbildungskommissariaten der Republiken.
Bereits in der Frühphase gab es die Jugendorganisation Komsomol und die Pionierorganisation, die auch Bildungsaufgaben übernahmen und zur ideologischen Ausrichtung beitrugen.
Anatoli Lunatscharski wirkte von 1917 bis 1929 als Volkskommissar, nach seiner Entlassung führte Andrei Bubnow einen strengen administrativen Kurs. Unter Stalins Führung folgte noch eine zweite radikale Reform, die in den Jahren 1930/31 ihren Höhepunkt hatte. Die erneute „Stabilisierung“ des Schul- und Hochschulwesens in den frühen dreißiger Jahren beendete die frühsowjetische Periode.

### Stalinistische Bildungspolitik
„Innerhalb von drei Monaten einen Fünfjahresplan für die Heranbildung von Spezialisten höherer und mittlerer Qualifikation und für den Bau neuer Technischer Hochschulen und Technika, in Übereinstimmung mit den konkreten Erfordernissen der Zweige der Volkswirtschaft, auszuarbeiten“, so lautete Stalins Direktive. Die Planansätze für die Kaderbildung wurden drastisch heraufgesetzt; von 41.500 Ingenieuren und 60.000 Technikern auf 75.000 bzw. 110.000 am Ende des Fünfjahresplanes. Der Fünfjahresplan sollte den „großen Sprung nach vorn“ für die Sowjetunion bringen. Bei der Grundschule lagen die Probleme in der Lehrerfrage und im Schulraum. Zwischen den Jahren 1930 und 1932 mussten allein in der RSFSR ca. 114.000 Grundschullehrer ausgebildet werden. Die Absolventen der regulären Lehrerbildungsanstalten (Pädagogische Technika und Pädagogische Hochschulen) reichten dafür bei weitem nicht aus. Im Schuljahr 1930/1931 sollten alle Schulen einem Industriebetrieb, Staatsgut oder Kolchos angeschlossen werden; im Mittelpunkt der Lehrpläne und der Schularbeit sollte das Studium der Produktion und die Teilnahme der Kinder an der produktiven Arbeit stehen. Für die 12–13-jährigen Schüler bedeutete dies teilweise die Arbeit unmittelbar im Betrieb.
Nach dem ZK-Beschluss der KPdSU vom 5. September 1931 „Über die Grund und Mittelschule“ endete die frühsowjetische Periode der pädagogischen Experimente, die autoritäre Lern- und Leistungsschule der Stalin-Ära setzte sich durch. Ohne die Polytechnisierung grundsätzlich infragezustellen, sollte die „gesamte gesellschaftlich produktive Arbeit der Schüler den Unterrichts- und Erziehungszielen der Schule untergeordnet werden. Jeder Versuch, die Polytechnisierung der Schule von der soliden und systematischen Aneignung der Wissenschaften, insbesondere der Physik, Chemie und Mathematik, zu trennen, stellt eine grobe Abweichung von der Idee der polytechnischen Schule dar.“ Am 25. August 1932 folgte der ZK-Beschluss für die Lehrpläne und die innere Schulordnung. In den gesellschaftlichen Fächern wurde eine historische Einleitung verlangt, weiterhin sollte im muttersprachlichen Unterricht das Schwergewicht auf schriftlichen Arbeiten und grammatischen Analysen liegen und mehr Mathematik unterrichtet werden. Bei allen Wandlungen blieb dies bis 1956 konstant. Der ZK-Beschluss verfügte weiter: „Die grundlegende Organisationsform der Unterrichtsarbeit muß die Unterrichtstunde sein“. Diese sollte im Klassenverband nach einem genau bestimmten Plan stattfinden. womit reformpädagogische Versuche einer freieren Unterrichtsgestaltung untersagt waren. Stattdessen galt wieder die „führende Rolle des Lehrers“; 1933 auch wieder die alte Zensurenskala. Seit einem ZK-Beschluss vom 12. Februar 1933 kehrte auch das „stabile Lehrbuch“ zurück. Für jedes einzelne Fach gab es künftig lediglich ein obligatorisches Lehrbuch aus dem Staatlichen Lehrbuchverlag der betreffenden Republik – ein Schritt zur einheitlichen Ausrichtung und Kontrolle der Lehrer und Schüler. Schließlich war die Schuldauer in der Einheitsschule zu regeln. Erst 1934 wurden folgende Typen in der Allgemeinbildung festgelegt:
1. Grundschule (Klassen 1–4)
2. unvollständige Mittelschule (Klassen 1–7)
3. Mittelschule (Klassen 1–10)

Wer weniger als sieben Jahre die Schule besucht hatte, wurde Kolchosbauer oder unqualifizierter Industriearbeiter; nach Abschluss einer Siebenjahresschule konnte ein Technikum besucht werden, das „mittlere Spezialisten“ ausbildete. Nur die zehnjährige Mittelschule berechtigte zum Hochschulstudium. Wer sein Studium erfolgreich absolviert hatte, gehörte auch nach der amtlichen Klassifizierung zur sowjetischen Intelligenz. Fremdsprachen außerhalb der UdSSR wurden erst ab 1940 ein Anliegen.
Im Rahmen der Neuorganisation in den 1930er Jahren wurde ein speziell für das Hochschulwesen zuständiges Staatsorgan gegründet. Während die Kompetenzen für die fachlich spezialisierten Hochschulen bei den Branchenverwaltungen lagen, fielen die Universitäten in die Zuständigkeit des Hochschulressorts. Im Lehrbetrieb der Hochschulen gab es um das Jahr 1930 das Gruppenstudium („Labor- und Brigademethode“) anstelle der Vorlesungen und Kurse; jetzt wurde diese Studienform als zu ineffektiv abgeschafft. Die Verordnung vom 23. Juni 1936 regelte Lehr- und Studienformen, Noten und Examina, die Anzahl der Lehrveranstaltungen und deren Dauer. Im Mai 1936 folgten verbindliche Hochschullehrbücher für alle Studienfächer, die neu gebildeten Autorenkollektive hatten die stets die ideologischen Wandlungen zu beachten. Im Studienjahr 1938/1939 erfolgte die Reorganisation des obligatorischen gesellschaftswissenschaftlichen Studiums. Die neuen Lehrstühle für Marxismus-Leninismus waren für den Kurs „Grundlagen des Marxismus-Leninismus“ und die anschließende Unterweisung in der politischen Ökonomie und im dialektischen und historischen Materialismus verantwortlich.
Wegen des Mangels an Arbeitskräften wurde 1940 das System der „Staatlichen Arbeitsreserven“ eingeführt, wodurch ein zentral gelenktes Berufsbildungswesen geschaffen wurde. Die Kompetenzen für das Bildungswesen lagen zentral beim Rat der Volkskommissare der UdSSR, der die Planung der Ausbildungskontingente, die Organisation und Rekrutierung von Schülern und die Verteilung der Absolventen auf die Betriebe übernahm. Besonders nach dem Kriegsende erfolgte eine Zwangsrekrutierung von Schülern, um die Planziele des Wiederaufbaus zu erreichen. In der Russischen Volksrepublik war von 1940 bis 1943 der Arzt W. P. Potemkin Volksbildungskommissar, der 1943 in Großstädten wieder den getrennten Unterricht von Jungen und Mädchen einführte und die Abschlüsse mit Auszeichnungen versah, die an die zaristische Tradition anknüpften. Die Leitung der neuen Akademie der Pädagogischen Wissenschaften übernahm er selbst. Viele besuchten nun die allgemeinbildenden Schulen der Arbeiterjugend und Abendschulen der Landjugend, die bereits berufstätigen Jugendlichen mit nur vierjähriger Grundschulbildung den Abschluss der Siebenjahresschule oder der zehnjährigen Mittelschule möglich machten.

## Von 1953 bis 1980

### Bildungsreform unter Chruschtschow
Nach Stalins Tod 1953 wurde das Bildungswesen dem Kulturministerium unterstellt, nach einem Jahr jedoch dies wieder rückgängig gemacht. Während das Hochschulwesen einem Unionsministerium untergestellt wurde, fiel die Hauptverwaltung der Schulen der Arbeitsreserven wieder in die Zuständigkeit des Ministerrats der UdSSR. Bereits zuvor waren 1952 neue Ziele festgelegt worden:
1. Bis 1955 sollte eine zehnjährige Schulpflicht in den größeren Städten und Industriezentren, bis 1960 die allgemeine mittlere Bildung (Zehnjahresschule) auch in den restlichen Städten und auf dem Land durchgesetzt sein.
2. Verwirklichung des polytechnischen Unterrichts in der Mittelschule, später der Übergang zum allgemeinen polytechnischen Unterricht.
3. Entwicklung der allgemeinbildenden Schulen mit Unterricht am Abend sowie des Abend- und Fernstudiums an Hochschulen und mittleren Fachschulen.

Der polytechnische Unterricht galt wieder als lebensnahe Verbindung von Lernen und Arbeitswelt und sollte die Hauptachse der allgemeinen Bildung werden. 1958 wurden durch Chruschtschow neue Reformen angegangen u. a. mit mehr nachholenden Schulformen, die zum Mittelschulabschluss führten. Die Vorschulbildung wurde weiter ausgebaut, die Ganztags- und Internatsschulen ausgebaut. Den Erwerb einer vollständigen mittleren Schulbildung förderten die Schulen der Arbeiter- und Landjugend, die 1959 in „allgemeinbildende Abend-bzw.-Schicht-Mittelschulen“ umbenannt wurden. Aus den früheren Schulen für nachholende Bildung sollte eine Verbindung allgemeiner und beruflicher („Schule und Leben“) werden. Dieser Schultyp expandierte zwischen 1958/1959 und 1962/1963 am stärksten; die Schülerzahl stieg von 2,32 Millionen auf 3,96 Millionen. Das System der Arbeitsreserven (Zwangsrekrutierung) wurde abgeschafft und durch beruflich-technische Schulen ersetzt. Im Rahmen der regionalen Dezentralisierung wurden die wirtschaftlichen Leitungskompetenzen von den zentralen Ministerien auf die Ministerräte der Unionsrepubliken übertragen. Das schränkte die Kompetenzen des Staatskomitees für beruflich-technische Bildung stark ein. Unter Chruschtschow sollten in der Allgemeinbildung die revolutionären Ziele reaktiviert werden. Das neue Parteiprogramm der KPdSU vom XXII. Parteitag im Oktober 1961 enthielt einen Zwanzigjahresplan, an dessen Ende die klassenlose kommunistische Gesellschaft stehen sollte. Sieben Punkte:
1. Formung einer wissenschaftlichen Weltanschauung,
2. Erziehung zur Arbeit,
3. Entwicklung und Sieg der kommunistischen Moral,
4. Entwicklung des proletarischen Internationalismus und des sozialistischen Patriotismus,
5. allseitige und harmonische Entwicklung der menschlichen Persönlichkeit,
6. Überwindung der Überbleibsel des Kapitalismus im Bewusstsein und Verhalten des Menschen,
7. Entlarvung der bürgerlichen Ideologie.[9]

### Stabilisierung unter Breschnew
Nach Chruschtschows Sturz wurden die hohen Ziele wieder zurückgenommen oder leiser intoniert. Der polytechnische Unterricht galt nun wieder als Zeitvergeudung und wurde beschnitten, die Schulzeit auf 10 Jahre begrenzt vor dem Übergang in die zweijährige Oberschule. Eine Reorganisation des Wirtschaftsapparats zog Änderungen im Bildungswesen nach sich. 1965 verschwanden die regionalen Volkswirtschaftsräte, und das Staatskomitee für beruflich-technische Bildung wurde wieder zentralistisch dem Ministerrat der UdSSR untergestellt, wenn auch mit reduzierten Kompetenzen. 1966 übernahm erstmals ein zentrales Ministerium das Bildungswesen der UdSSR, das erste gesamtstaatliche Ministerium für das allgemeinbildende Schulwesen und der Lehrerausbildung seit 1917. Gleichzeitig wurde die Akademie der Pädagogischen Wissenschaften der RSFSR in eine Unionsakademie umgewandelt.
In den 1970er Jahren wurde erneut versucht, die Kompetenzen in der Berufsausbildung beim Staatskomitee zu konzentrieren und dadurch eine einheitliche staatliche Berufspolitik einzuführen. Dieser Versuch scheiterte jedoch, weil die führenden Wirtschaftsfunktionäre und -wissenschaftler die dezentrale, betriebliche Ausbildung unterstützten. Insgesamt gab es in der Breschnew-Ära eine hohe Stabilität des Bildungssystems in der äußeren Form, wobei im Einzelnen für kleine Versuchte und neue Ideen Platz war. In den 1960er und 1970er Jahren erfolgte eine rasche Expansion des Hochschulwesens und damit wurde der Bedarf an Hochschulabsolventen bereits Ende der 1970er Jahre gesättigt.
Als die Sowjetunion 1980 Gastgeber der Olympischen Sommerspiele war, lehnte Breschnew selbst eine Austragung der Paralympics mit der Begründung ab: „Es gibt in der UdSSR keine Behinderten.“ Sie mussten nach Arnheim verlegt werden. Die Situation behinderter Schüler war dementsprechend. In der Tradition der russischen Defektologie wurde davon ausgegangen, dass Behinderungen immer durch pathologische Störungen bedingt seien; die sozialen Ursachen wurden gegen die eigene Theorie weitgehend ignoriert.

## Bildungsstreit der 1980er Jahre
Wesentliche Veränderungen im Bildungswesen wurden 1984 angekündigt, als ein neuer Reformplan für die allgemeinbildenden Schulen und Berufsschulen erstellt wurde. Der Vorstoß wurde aber wenig umgesetzt, nur wurde allgemein anerkannt, dass im Bildungssystem etwas passieren müsse. Die Aufteilung der allgemeinbildenden und beruflichen Bildungswege war problematisch, es gab einen Trend zu mehr Studienlaufbahnen ohne ein entsprechendes Platzangebot, dazu passte das traditionelle Fächerangebot nicht mehr zum Bedarf, der autoritäre Umgang wirkte unzeitgemäß. Ein Treffen im Herbst 1986 versammelte viele pädagogische Experten, die wichtige Prinzipien für eine demokratische und humane Schule am 18. Oktober 1986 unter dem Titel „Pädagogik des Zusammenwirkens“ in der „Lehrerzeitung“ veröffentlichten. Sie setzten mehr auf die „Kreativität und Kraft der Lehrer-und Schülerpersönlichkeit“. Damit war ein Abgehen vom Konformismus angebahnt. Eine Breitseite von Vorwürfen traf insbesondere die Akademie der Pädagogischen Wissenschaften als bloßen Erfüllungsgehilfen des Ministeriums. Neues Interesse fanden dagegen die Pädagogen der vorstalinistischen Zeit, die man als Reformpädagogen wahrnahm.
Im nächsten Schritt wurde 1986 ein Entwurf für die Umgestaltung des Hoch- und Fachschulwesens vorgelegt. Die Reform war aus drei Gründen notwendig. Die Nachfrage nach Hochschulabsolventen unterlag regionalen und sektoralen Ungleichgewichten. Während in manchen Sektoren ein Überangebot an qualifizierten Arbeitskräften bestand, mangelte es Branchen wie Elektronik und Robotik an Ingenieuren. Um die Anzahl der Absolventen auf dem Niveau des Jahres 1980 „einzufrieren“, wurden Bremsmaßnahmen in der Hochschulzulassung eingeleitet. Während der Anstieg der Hochschulabsolventenzahl stagnierte, konnten die sektoralen Ungleichgewichte nicht beseitigt werden. Ein Grund dafür war die Lohnpolitik, die die Arbeit des Ingenieurs teilweise niedriger bewertete als diejenige eines Facharbeiters.
Problematisch waren die Ausbildungsqualität und die Fachkompetenz der Absolventen. In den 1970er Jahren wurden aus lokalen Prestigeaspekten oder durch einfache Aufwertung bestehender Institutionen etliche neue Hochschulen gegründet. Manche solche Hochschulen hatten keinen einzigen Professor. Deswegen wurde die Modernisierung der Ausbildung zu einem Kernpunkt des Reformplans.
Mit der Perestroika am Ende der 1980er Jahre wurden neue Akzente im Bildungswesen gesetzt. Ein Kernpunkt war die Integration von Hochschulbildung, Industrie und Wissenschaft. Im Rahmen dieser Kooperation sollten die Hochschulen die Betriebe mit der benötigten Anzahl von Absolventen mit bestimmten Qualifikationsprofilen „beliefern“, während die Betriebe Finanz- und Sachausstattung den Hochschulen zur Verfügung stellen sollten. Auch die Qualitätssteigerung wurde wieder wichtig. Daher wurden den Hochschulen mehr Freiheitsspielräume für die Unterrichtsgestaltung eingeräumt und eine externe Evaluation („Attestierung“) eingeführt. Auch die Weiterbildung und Umqualifizierung gewannen an Bedeutung, sogar alternative Bildungsformen, wie z. B. die „Offene Universität“, entstanden.

## Einzelbelege
1. ↑  Gerlind Schmidt: Schule und Bildungswesen in der Russischen Föderation - Bildungspolitik und Steuerung zwischen neuen Konzepten und alten Mustern. In: Trends in Bildung international. 2010, urn:nbn:de:0111-opus-50605.
2. ↑  Michael Lausberg: Bildungspolitik in der Sowjetunion bis 1966. Abgerufen am 1. August 2020.
3. ↑  Pavel Petrowitsch Blonskij: Die Arbeitsschule. 1973, abgerufen am 1. August 2020.
4. ↑  Vgl. Kuebart (2002), S. 94.
5. ↑  Sheila Fitzpatrick: The Commissariat of Enlightenment: Soviet Organization of Education and the Arts under Lunacharsky, October 1917-1921. In: Political Science Quarterly. Band 88, Nr. 1, März 1973, ISSN 0032-3195, doi:10.2307/2148675.
6. ↑  Michael Lausberg: Bildungspolitik in der Sowjetunion bis 1966. Abgerufen am 1. August 2020.
7. ↑  Michael Lausberg: Bildungspolitik in der Sowjetunion bis 1966. Abgerufen am 1. August 2020.
8. ↑  Friedrich Kuebart: Schulreform, technisch-ökonomische Modernisierung und Berufsausbildung in der Sowjetunion. In: Bildung und Erziehung. Band 40, Nr. 1, 1987, ISSN 0006-2456, S. 9–12, doi:10.7788/bue.1987.40.1.35.
9. ↑  Michael Lausberg: Bildungspolitik in der Sowjetunion bis 1966. Abgerufen am 1. August 2020.
10. ↑  Vgl. Kuebart (2002), S. 13–20.
11. ↑  Deutsche Welle (www.dw.com): Weltspiele mit Hindernissen | DW | 07.03.2014. Abgerufen am 1. Mai 2021 (deutsch).
12. ↑  Russland: Hürden für Menschen mit Behinderungen beseitigen. 11. September 2013, abgerufen am 1. August 2020.
13. ↑  Irina Grapengeter: Pädagogische Leitbegriffe in Zeitendes gesellschaftlichen Wandelsin Russland(1989-2010), Diss. Augsburg 2014 https://opus.bibliothek.uni-augsburg.de/opus4/frontdoor/deliver/index/docId/3000/file/Dissertation_Grapengeter.pdf S. 122–125
14. ↑  Detlef Glowka: Die Reform des Bildungswesens in der Sowjetunion als Lehrstück für die pädagogische Fachwelt. In: Zeitschrift für Pädagogik. 1988, S. 481–500, abgerufen am 10. Mai 2021.
15. ↑  Vgl. Kuebart (2002), S. 25
16. ↑  Vgl. Kuebart (2002), S. 26ff.
17. ↑  Vgl. Kuebart (2002), S. 25–34.
18. ↑  Michael Lausberg: Bildungspolitik in der Sowjetunion bis 1966. Abgerufen am 1. August 2020.
19. ↑  Klaus Meyer: Die sowjetische Bildungspolitik 1917-1960: Dokumente u. Texte. Harrassowitz [in Komm.], 1979, ISBN 978-3-447-02072-5 (google.de [abgerufen am 2. August 2020]).